# Forogj, világ!
A Forogj, világ! népzenei ihletésű dal, mely Magyarországot képviselte a 2005-ös Eurovíziós Dalfesztiválon a NOX együttes magyar nyelvű előadásában.
Az eurovíziós előadást néptáncosok kísérték, emlékeztetve Ruszlana Wild Dances című dalának előző évi előadására, vagy a Riverdance-re (mely egy korábbi dalfesztivál átvezető előadása volt). Az előadás kezdetén Nagy Tamás szólótáncoshoz négy másik csatlakozott, akik a vokált képezték a vezető énekesnőnek, Péter Szabó Szilviának, akin egy kivágott fekete kosztüm volt, és a refrén alatt maga is táncolta a koreográfia egy egyszerűsített változatát.
Mivel Magyarország nem vett részt a dalfesztiválon 1998 óta, a dalt ezért először az elődöntőben adták elő. A május 19-i elődöntőben a fellépési sorrendben tizenötödikként adták elő, a román Luminiţa Anghel & Sistem Let Me Try című dala után, és a finn Geir Rönning Why? című dala előtt. A szavazás során 167 pontot kapott, mellyel az ötödik helyet érte a huszonöt fős mezőnyben, és ez elég volt a döntőbe jutáshoz.
A május 21-én rendezett döntőben a fellépési sorrendben elsőként adták elő, a brit Javine Touch My Fire című dala előtt. A szavazás során 97 pontot kapott, mellyel a tizenkettedik helyet érte a huszonnégy fős mezőnyben.
A Magyar Televízió 2006-ban pénzügyi okok miatt nem vett részt a dalversenyen, így a következő magyar induló Rúzsa Magdi Unsubstantial Blues című dala volt a 2007-es versenyen.

## Külső hivatkozások
- YouTube videó: Forogj, világ! az Eurovíziós Dalfesztivál döntőjében
- Egyéb videó: https://nava.hu/id/1945492/  (Adásnap: 2014. augusztus 28., a dal kezdésének helye: 00:17, Forrás: nava.hu)